# 宗祇

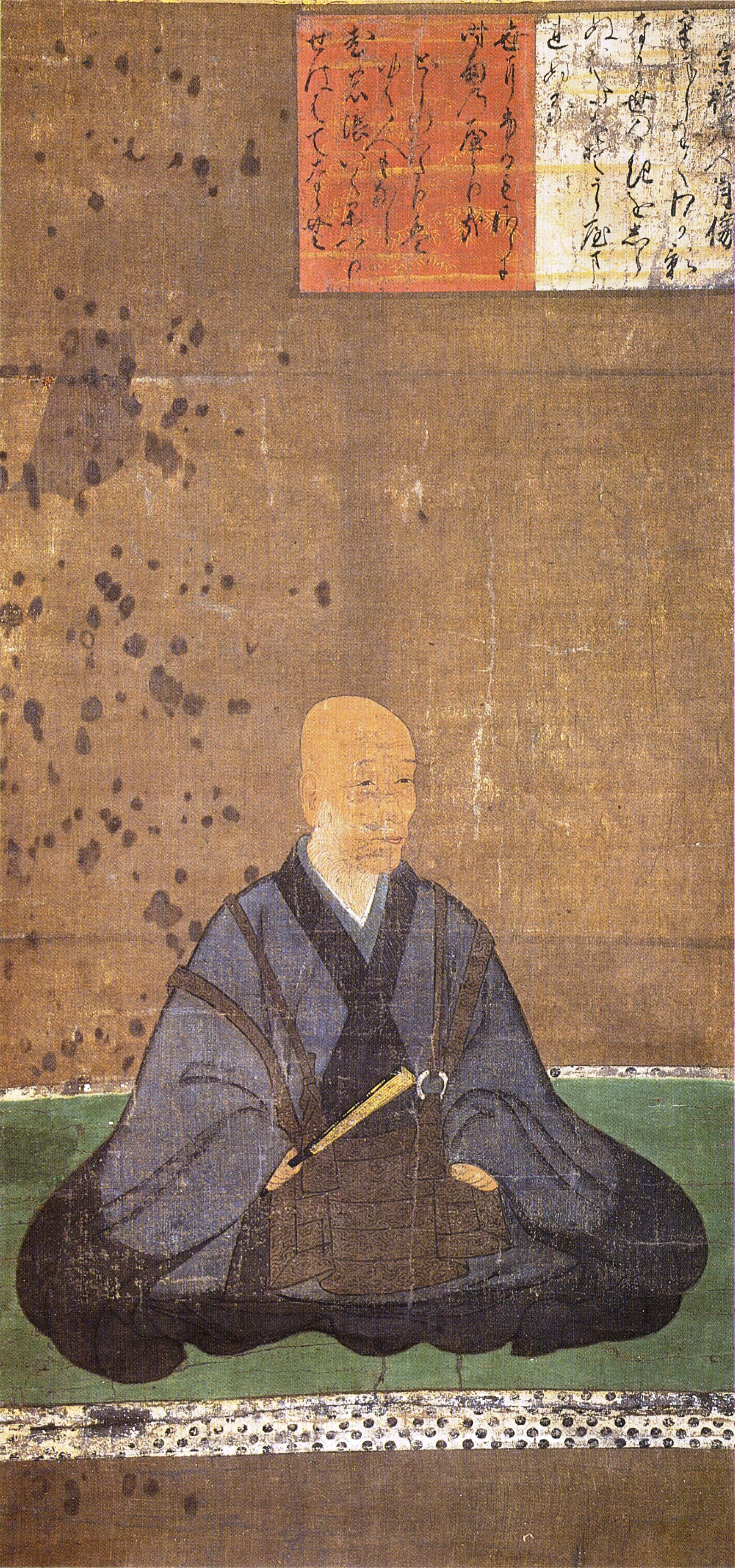
宗祇像
（山口県立山口博物館所蔵）

宗祇（そうぎ、応永28年〈1421年〉 - 文亀2年7月30日〈1502年9月1日〉）は、室町時代の連歌師。号は自然斎、種玉庵。姓は飯尾（いのお/ いいお）というが定かではない。生国は、紀伊とも近江とも言われている。市川文書に応永9年（1402年）大塔合戦終息後の信濃国を幕府領国と定め、飯尾左近将監爲清という人物を代官として下向させた旨の記述があるが関連は不明である。

## 人物
姉小路基綱、宗長、宗碩、宗牧、猪苗代兼載、近衛尚通、肖柏に古今伝授を行ったとされる。また、大内政弘の庇護を受けた。『筑紫道記』を著した。
肖像が複数残り、国立歴史民俗博物館の寿像は重要文化財で、図上には宗祇より古今伝授を受けた三条西実隆が着賛する。ボストン美術館には狩野元信の花押がある騎馬図（外部リンク）を所蔵し、また柿本人麻呂像に倣い脇息にもたれ団扇を持つ坐像がいくつか知られる（奈良県立美術館、藤田美術館など）。
文安5年（1448年）信濃国姨捨山を訪れ武水別神社神官邸で連歌会（法楽歌）に参加。この年蜷川新右衛門親当が死去。
享徳3年（1454年）山名宗全と共に但馬国に下向した宗切を追う。
長禄4年（1460年）この頃から摂津国堺の宗友と交友。
寛正4年（1463年）尾張国丹羽郡犬山郷政所にて何舟百韻。
寛正6年（1465年）大和国奈良に下向。興福寺大乗院に尋尊を尋ね、北畠氏も尋ねる。
文正元年（1466年）閏2月に吉野に花見して帰途、奈良で尋尊に対面。同年6月に関東に向かう。7月に今川義忠を訪ね、8月に清見潟での月見。9月、相模国から北上して武蔵国越生の太田道真を訪ねる。同年10月岩松家純の陣所にて長尾孫六（長尾景春？）に指南書を送り太田道灌父子の保護を受けて連歌を指導。
応仁2年（1468年）結城氏の招請で日光、白河へ旅し白河紀行。10月、白河関にて百韻。
文明2年（1470年）正月に武蔵国（品川）にて「名所百韻」。3月に再び関東に下向。太田道真の川越館で角田川を執筆。
文明3年（1471年）正月と6月、相模国三島の陣所及び美濃国郡上郡脇城において東常緑から古今集講釈を受ける。
文明4年（1472年）7月に美濃国において聖護院道興，専順，紹永，慶蘭丸らと何路百韻）。10月に遠江国の堀江駿河守賢重邸において山何百韻。12月に美濃国の斎藤妙椿の革手城で美濃千句。
文明8年（1476年）将軍家連歌会の連衆となる。
文明10年（1478年）3月に宗観を伴い越後国（上杉房定）に下向。
文明12年（1480年）5月に宗観、宗作、宗雅を伴って周防国（大内政弘）に下向。さらに博多（竜宮寺）にまで至り、10月には『筑紫道記』が成る。9月には長門国豊浦宮司・武内忠国宅におい何人百韻。
文明15年（1483年）3月に関東下向、越年。越後国（上杉氏）を回って翌年晩秋に帰洛。
文明18年（1486年）7月に朝倉氏景が死去。弔意のため越前国へ下向。9月に帰洛。
長享2年（1488年）北野会所奉行（宗匠）となる。
延徳元年（1489年）3月に周防国へ下向。山口抄（伊勢講）なる。
延徳3年（1491年）５月に越後国上杉氏のもとへ下向。10月に若狭国より帰洛。
明応元年（1492年）6月紀伊国小松原において何路百韻独吟。
明応2年（1493年）4月に越後国へ下向。
明応5年（1496年）3月に長門国にて住吉社法楽百首和歌奉納。5月に赤松政則の死去と義村の跡目相続の祝賀に播磨国へ。6月に上杉房能の跡目相続の祝賀に越後国へ下向。
文亀2年（1502年）箱根湯本にて病没。駿河国桃園の定輪寺に葬られる。

## 関連文献
- 奥田勲『宗祇』吉川弘文館 人物叢書 1998　ISBN 9784642052115、オンデマンド版 2021.11 ISBN 9784642752114